# Victor Orena
Vittorio "Little Vic" Orena (nacido el 4 de agosto de 1934) es un mafioso de Nueva York que se convirtió en el jefe en funciones de la familia criminal Colombo. Un desafío de Orena al jefe Carmine Persico desencadenó una de las guerras Mafiosas más sangrientas de finales del siglo XX, y la última gran guerra de la mafia en Nueva York hasta la fecha.

## Primeros años
Nacido en Nueva York, el padre de Victor Orena murió cuando él era un niño. Orena pasó un tiempo en un reformatorio y acabó abandonando el instituto. Según su hijo, Orena entró en la vida de la mafia porque los mafiosos que conocía habían surgido de orígenes humildes y se habían convertido en grandes figuras en su barrio.
A principios de la década de 1970, Carmine Persico, el jefe de la familia criminal Colombo, supuestamente tenía algunas personas "hechas" en su organización, a pesar de que los "libros" habían estado oficialmente cerrados desde 1958, prohibiendo cualquier nueva introducción. Uno de estos hombres era Orena, que ascendió en el escalafón y operaba en Brooklyn, Long Island y Nueva Jersey principalmente en el chantaje laboral. Orena era un individuo bien vestido que proyectaba una imagen empresarial tradicional.

## Jefe en funciones
En 1985, Persico y varias figuras destacadas de la familia Colombo fueron condenados por cargos de chantaje. En 1987, Persico y el subjefe Gennaro Langella fueron declarados culpables en el Juicio de la Comisión de la Mafia y condenados a 100 años de prisión. En el juicio separado a los Colombo, Persico fue condenado a 39 años de prisión, Langella a 65 años de prisión y Alphonse Persico a 12 años, el 17 de noviembre de 1986. Para dirigir la familia en su ausencia, Persico nombró jefe en funciones a su hijo, Alphonse "Allie Boy" Persico. Persico había nombrado a su hermano, Alphonse, jefe en funciones antes de su detención. Persico nombró entonces un grupo de tres personas para dirigir la familia. En 1988, disolvió el panel y nombró a Victor Orena, un capo leal de Brooklyn, jefe interino.
Cuando John Gotti se convirtió en jefe de la familia Gambino en 1986, Orena pudo ampliar sus negocios criminales con los Gambino. Se convirtió en uno de los principales ingresos de la familia Colombo, y aumentó su influencia con Aloi y su hermano Vincenzo, líderes de la facción de Brooklyn de la familia Colombo.
En noviembre de 1989, Orena supuestamente ordenó el asesinato del mafioso Thomas Ocera, que supuestamente se aprovechaba de los beneficios de la mafia, había permitido que la policía confiscara los registros de préstamos ilegales de los Colombo y supuestamente había matado a un socio de Gotti. El 13 de noviembre, Gregory Scarpa, ejecutor de los Colombo e informante del FBI, estranguló a Ocera con una cuerda de piano. La mayoría cree que fue debido a la firme postura de Orena contra los narcóticos por lo que Scarpa, junto con sus compañeros mafiosos Carmine Sessa y John Pate, acabaron volviéndose contra su jefe.
En 1990, Orena fue acusada de conspirar para envenenar a un caballo de carreras llamado Fins, un hijo del famoso Seattle Slew, por el dinero del seguro. Esto fue parte del mayor escándalo de asesinato de caballos.

## Tercera Guerra de los Colombo
A principios de 1991, Orena consideró que Persico estaba impidiendo que la familia ganara dinero y que él mismo debía convertirse en jefe. Además, Persico había estado negociando una biografía televisiva. Orena y otros, recordando cómo los fiscales federales habían utilizado el libro de Joe Bonanno como prueba en el juicio de la Comisión, creían que este especial de televisión propuesto atraería un interés no deseado de las fuerzas del orden sobre la familia. Orena pidió primero a la Comisión que destituyera sumariamente a Persico y lo declarara jefe, pero la Comisión se negó diciendo que Orena debía seguir la tradición mafiosa y preguntar a sus capos si le apoyaban a él o a Persico. Siguiendo estas instrucciones, Orena ordenó a Sessa, su consigliere', que sondeara a sus capos para ver si estaban a favor de que se hiciera cargo de la familia. En lugar de eso, Sessa alertó a Persico, que ordenó matar a Orena.
El 20 de junio de 1991, un equipo de cinco hombres formado por Sessa, Pate y Hank Smurra acechó cerca de la casa de Orena en Long Island. Mientras Orena conducía por su calle, reconoció a varios hombres en el coche aparcado. Al darse cuenta de que le estaban esperando para matarle, Orena se alejó. Cuando los pistoleros vieron a Orena, ya era demasiado tarde para actuar.
El conflicto de Colombo pronto se descontroló. El 18 de noviembre de 1991, Orena supuestamente envió un equipo para asesinar a Scarpa, que fue emboscado mientras conducía con su hija y su nieta; Scarpa y su familia escaparon ilesos. En represalia, Smurra, leal a Persico y miembro del equipo de asesinos de junio contra Orena, fue abatido a tiros ese mismo día. El 29 de noviembre, Sessa sobrevivió a un intento de asesinato mientras conducía su coche. El 3 de diciembre, Scarpa envió un equipo para matar al soldado orensano Joseph Tollino. Tollino escapó, pero su compañero, el mafioso de la familia Genovese Thomas Amato, murió accidentalmente. Los días 5 y 6 de diciembre, William Cutolo envió equipos que mataron a los leales a Persico Rosario Nastasa y Vincent Fusaro. El 8 de diciembre, Nicky Grancio, partidario de Orena, fue asesinado. Poco después, Matteo Speranza, un empleado inocente de una tienda propiedad de socios de Persico, fue asesinado por un joven subordinado de Brooklyn, Anthony Libertore, y su padre, que intentaban hacerse un nombre con la facción de Brooklyn de los Colombo. Los Libertore cooperaron con el FBI una vez encarcelados, pero no se les consideró creíbles.
Para entonces, la guerra de los Colombo estaba recibiendo una gran atención pública. El 16 de diciembre de 1991, el fiscal de distrito de Brooklyn citó a Orena y a los otros principales de la familia Colombo a una reunión del gran jurado para testificar sobre el conflicto. Todos los mafiosos se negaron a testificar. A medida que la guerra avanzaba en 1992, Orena fue acusado de asesinato y crimen organizado. Para garantizar su seguridad personal, se había escondido en la nueva casa de su novia, que aún estaba en construcción en Valley Stream, Nueva York. El 4 de abril de 1992, los agentes detuvieron a Orena en la casa. En el registro se encontraron cuatro escopetas, una gran cantidad de munición y un chaleco antibalas. En un testimonio realizado en 1997, Gregory Scarpa Jr. afirmaría que su padre colocó las armas en la casa para inculpar a Orena. Sin embargo, esta acusación nunca fue probada.

## Encarcelamiento
El 22 de diciembre de 1992, Orena fue condenado por crimen organizado, el asesinato de Ocera en 1989 y otros cargos relacionados. Recibió tres cadenas perpetuas más 85 años en una prisión federal. A finales de 1992, la guerra a tiros había remitido y Persico seguía controlando a la familia Colombo.
El 10 de marzo de 1997, un juez se negó a anular la condena de Orena. La apelación se basaba en una supuesta conspiración entre Scarpa y su controlador del FBI, Lindley DeVecchio, contra Orena durante la guerra. El 16 de enero de 2004, un juez denegó la apelación de Orena para un nuevo juicio.
Orena cumple cadena perpetua en el Federal Medical Center (FMC) cerca del Federal Medical Center, Devens, Massachusetts, con el número de registro (07540-085). Durante su estancia en prisión, se hizo católico ayudando al sacerdote a administrar la Eucaristía a los reclusos durante la misa. En abril de 2021 se informó de que Orena padece demencia y depende de una silla de ruedas.